# Chapelle Saint-Macé de Chênehutte-Trèves-Cunault
La chapelle Saint-Macé est une chapelle située à Chênehutte-Trèves-Cunault, en France.

## Localisation
La chapelle est située dans le département français de Maine-et-Loire, sur la commune de Chênehutte-Trèves-Cunault.

## Historique
L'édifice est classé au titre des monuments historiques en 1862.